# Stade du Fort Carré
Stade du Fort Carré – stadion znajdujący się w mieście Antibes we Francji. Na tym obiekcie rozegrano jeden mecz Mistrzostw Świata w Piłce Nożnej 1938. Swoje mecze rozgrywa na nim zespół FC Antibes. Jego pojemność wynosi 4 000.

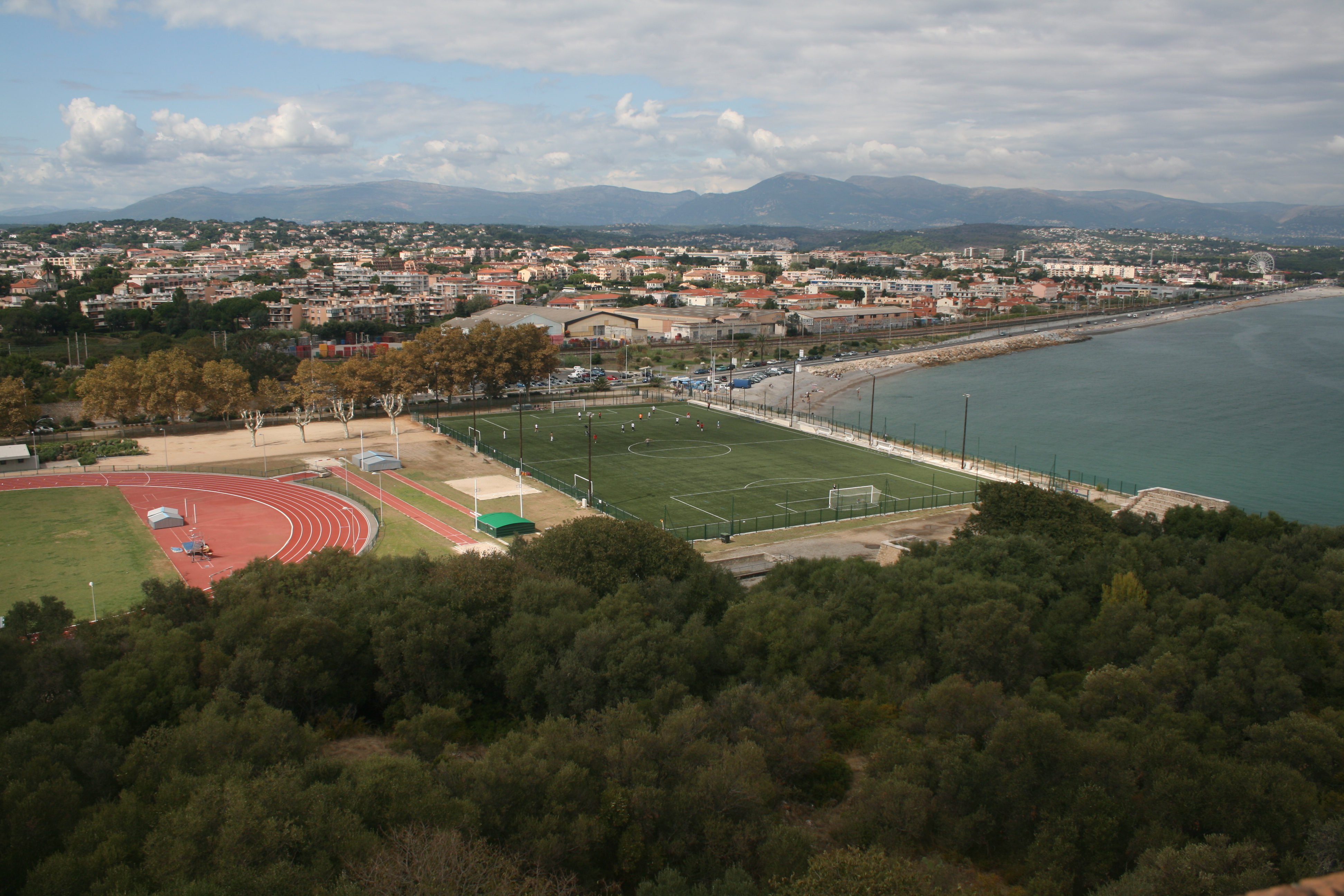
Stade du Fort Carré